# Academia de Straka

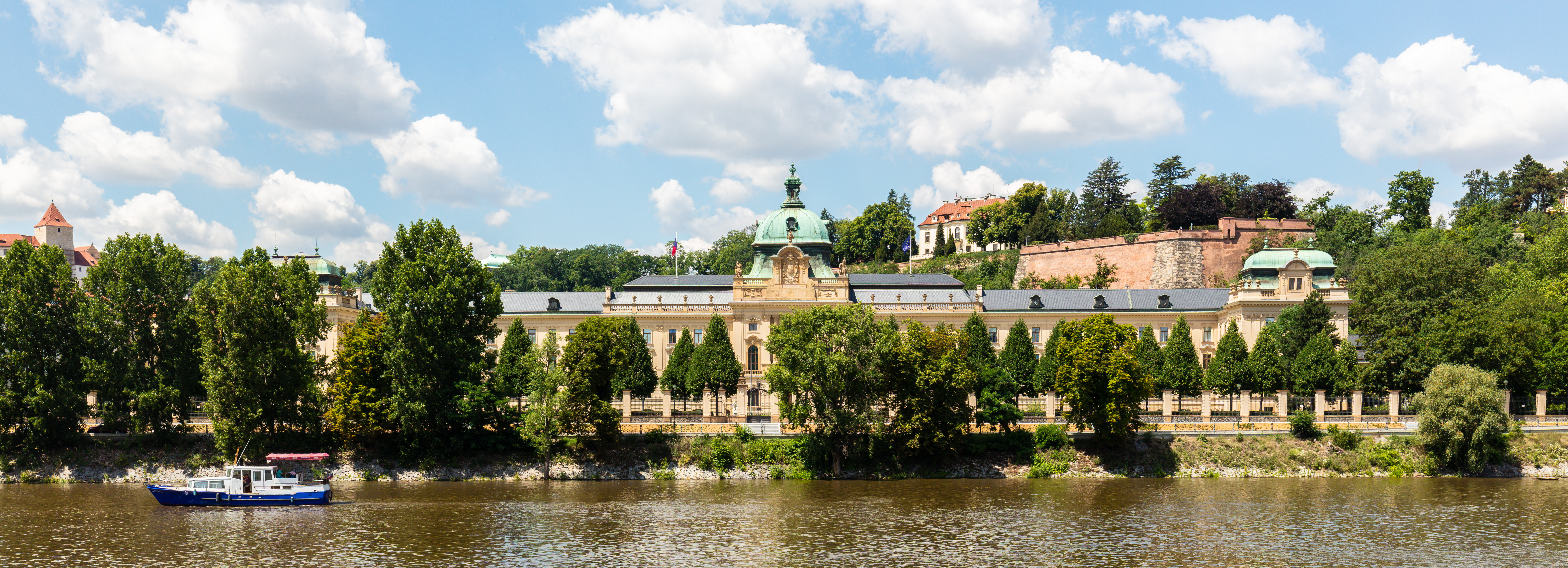
Vista frontal desde el otro lado del río Modava.

La Academia de Straka (en checo: Strakova akademie) es un edificio neobarroco situado en la margen izquierda del río Moldava, en el barrio praguense de Malá Strana. Fue diseñado por el arquitecto Václav Roštlapil y construido entre 1891 y 1896. En la actualidad, es la sede de la Oficina de Gobierno de la República Checa.

## Historia
Tras concluir su construcción, sirvió como residencia para los estudiantes pobres de las nobles familias checas, como lo desearía el secreto consejero imperial, el conde Jan Petr Straka, señor de Nedabylice y Libčany, que en su testamento regaló todos sus bienes a este fin. En la decoración del edificio participaron los escultores Josef Mauder y Celda Klouček. A la Academia de Straka pertenece también un jardín extenso creado bajo el control de František Thomayer.
La declaración de Checoslovaquia y la consiguiente anulación de los títulos nobiliarios acabó con la breve historia de la residencia de estudiantes. Pero de algún modo el edificio siguió sirviendo a los estudiantes, porque en el año 1921 en la Academia tuvo la residencia la Asociación Checoslovaca de Estudiantes (Československý svaz studentstva) y más tarde el grupo estudiantil Casa Académica (Akademický dům). Además en este edificio fueron ubicados algunos ministerios y las oficinas del estado.
A partir de abril de 1939 empezó a aprovechar el edificio el Gobierno del Protectorado y la Academia de Straka pasó por una reconstrucción extensa con el objetivo de ajustar el edificio original a nuevos fines representativos. Con la llegada de Reinhard Heydrich a Praga en el año 1942 llegó la venta forzada y en la Academia de Straka ubicaron la corte especial alemana del país. Después de la Segunda Guerra Mundial la academia fue reservada para las necesidades del nuevo Gobierno de Checoslovaquia y hasta el año 1992 en el edificio residió la presidencia de veinte gobiernos de posguerra. A partir del 1 de enero de 1993, la Academia de Straka sirve como residencia del Gobierno de la República Checa.